# Aurlandsvangen

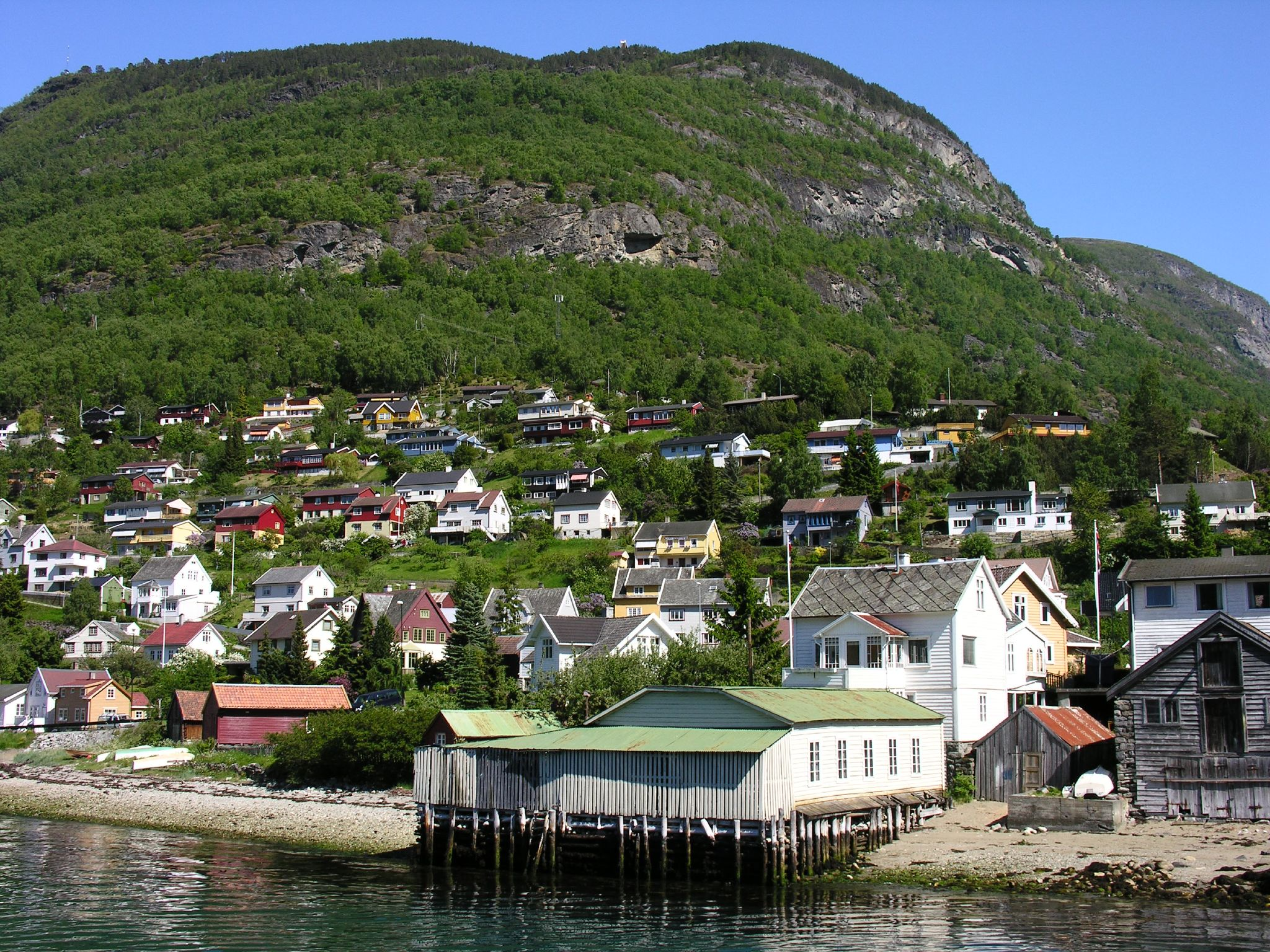
Blick vom Aurlandsfjord auf den Ort

Der Ort Aurlandsvangen (lokal meist Vangen oder Aurland genannt) ist Verwaltungssitz der norwegischen Gemeinde Aurland. Er liegt im Aurlandsdal auf der Ostseite des Aurlandsfjords, einem Seitenarm des Sognefjords, in der Provinz Vestland. Durch die Siedlung fließt der Fluss Aurlandselvi. Er trennt das nördliche Zentrum vom südlichen Ortsteil Onstad. Der Ort hat 804 Einwohner (Stand: 1. Januar 2024).

## Geschichte
Die ersten Siedlungsspuren von Aurlandsvangen finden sich im Ortsteil Onstad. Dort wurde Gericht gehalten, es gab einen Handelsplatz und ein Gasthaus. Im Jahr 1740 wurde das zweigeschossige Haus lensmannsgard im Empirestil errichtet, welches sich an der städtischen Architektur Bergens orientierte. Dort befand sich die örtliche Polizei. Das örtliche Geschäft und das Gasthaus wurden aus zwei kleineren Häusern zu einem Größeren vereint. Es wurde Ende des 18. Jahrhunderts teilweise umgebaut und bekam sein heutiges Aussehen im Jahr 1870. Der nördliche Ortsteil wuchs in der zweiten Hälfte des 19. Jahrhunderts. Die älteste Niederlassung befindet sich nördlich des Marktplatzes mit dem Vangen Motell und Åbelheim pensjonat im Zentrum. In den 1860er Jahren erhielt der Ort eine Post, etwas später eine Schule und weitere Läden, die sich ebenfalls im Norden ansiedelten. Der Ort weist im Allgemeinen eine große Varietät an Haustypen und Stilrichtungen auf, an denen die Siedlungsgeschichte abgelesen werden kann.

## Bevölkerung
Bei der Volkszählung 1845 zählte der Ort nur 42 Einwohner. Um 1860 zählte der Ort bereits 120 Einwohner und 60 Häuser. 14 davon waren vermietet. Viele der Bewohner besaßen jedoch kein Land. Sie arbeiteten als Handwerker oder Taglöhner und ernährten sich hauptsächlich von Fisch. Dies brachte ihnen den Namen “strandsittarar” (deutsch: am Strand Sitzende) ein. Solche “strandsittarar” gab es in Sogn auch in Lærdalsøyri und Vikøyri.
| Aurlandsvangen: Einwohnerzahlen von 1845 bis 2019 | Aurlandsvangen: Einwohnerzahlen von 1845 bis 2019 | Aurlandsvangen: Einwohnerzahlen von 1845 bis 2019 | Aurlandsvangen: Einwohnerzahlen von 1845 bis 2019 | Aurlandsvangen: Einwohnerzahlen von 1845 bis 2019 |
| ------------------------------------------------- | ------------------------------------------------- | ------------------------------------------------- | ------------------------------------------------- | ------------------------------------------------- |
| Jahr                                              |                                                   |                                                   |                                                   | Einwohner                                         |
| 1845                                              | 1845                                              |                                                   | 42                                                | 42                                                |
| 1860                                              | 1860                                              |                                                   | 120                                               | 120                                               |
| 1875                                              | 1875                                              |                                                   | 111                                               | 111                                               |
| 1890                                              | 1890                                              |                                                   | 129                                               | 129                                               |
| 1900                                              | 1900                                              |                                                   | 213                                               | 213                                               |
| 1910                                              | 1910                                              |                                                   | 234                                               | 234                                               |
| 1920                                              | 1920                                              |                                                   | 169                                               | 169                                               |
| 1930                                              | 1930                                              |                                                   | 331                                               | 331                                               |
| 1946                                              | 1946                                              |                                                   | 439                                               | 439                                               |
| 1950                                              | 1950                                              |                                                   | 457                                               | 457                                               |
| 1960                                              | 1960                                              |                                                   | 484                                               | 484                                               |
| 1970                                              | 1970                                              |                                                   | 606                                               | 606                                               |
| 1980                                              | 1980                                              |                                                   | 634                                               | 634                                               |
| 1990                                              | 1990                                              |                                                   | 573                                               | 573                                               |
| 2000                                              | 2000                                              |                                                   | 560                                               | 560                                               |
| 2009                                              | 2009                                              |                                                   | 539                                               | 539                                               |
| 2012                                              | 2012                                              |                                                   | 597                                               | 597                                               |
| 2019                                              | 2019                                              |                                                   | 824                                               | 824                                               |
| Datenquelle: SSB: norwegische Volkszählungen      |                                                   |                                                   |                                                   |                                                   |

## Religion

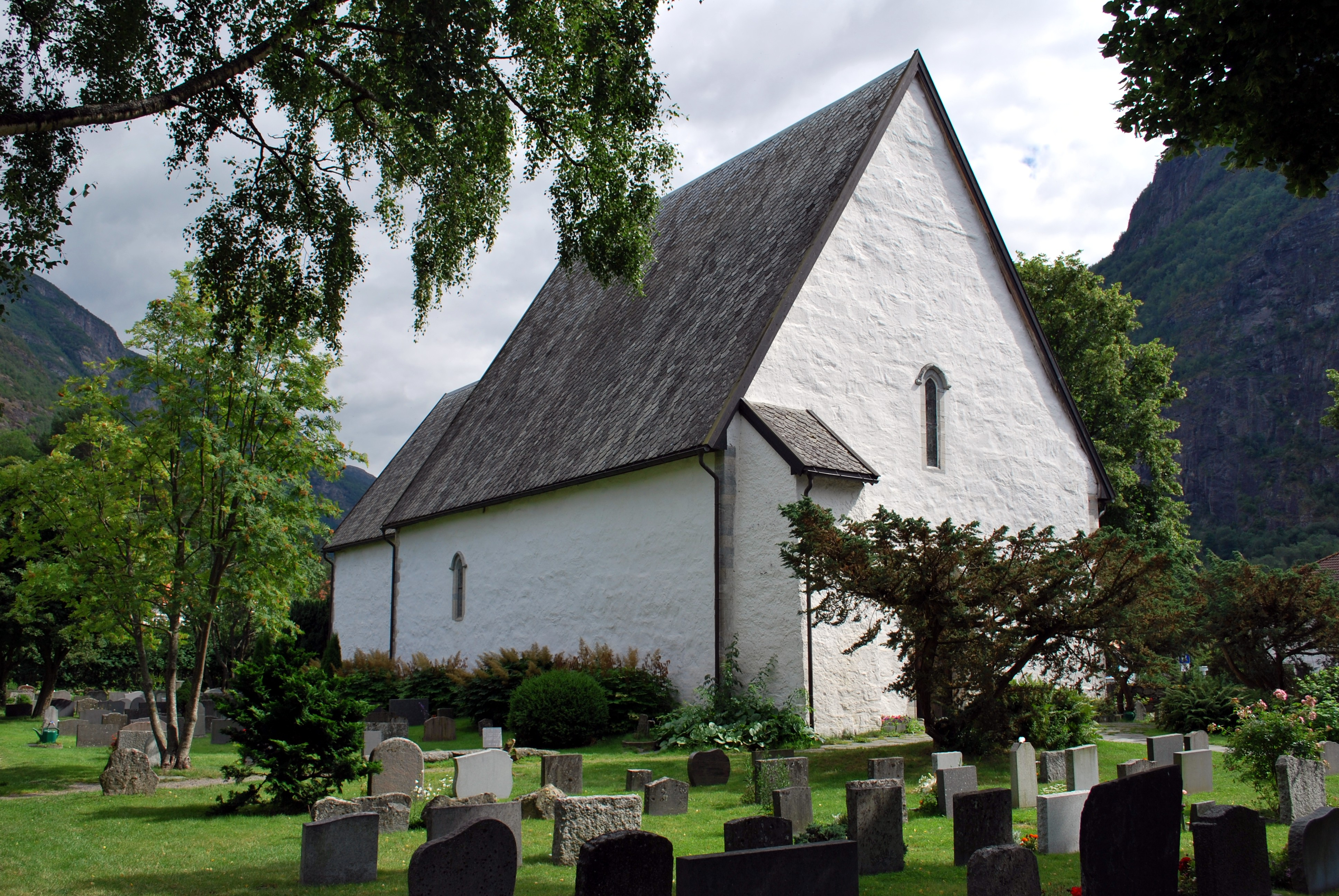
Vangen kyrkje

Im Spätmittelalter gab es in Aurlandsvangen zwei Kirchen. Die Rygg kyrkje ist heute nicht mehr vorhanden. Es ist nicht bekannt, wann diese Kirche geweiht wurde, es wird jedoch angenommen, dass sie im 12. Jahrhundert gebaut und als Pfarrkirche genutzt wurde. Es war eine Holzkirche, wahrscheinlich eine Stabkirche, die einen zentralen Platz im Nordviertel des Ortes einnahm. Von dort aus war sie sowohl vom Fjord als auch vom Aurlandsdalen aus sichtbar. Mit der Ausbreitung der Pest im 14. Jahrhundert gab es einen starken Rückgang der Bevölkerung in der Gemeinde Aurland. Die Kirche wurde nicht mehr so häufig aufgesucht und ihre Instandhaltung wurde versäumt. In einem Brief aus dem Jahr 1544 beschrieb König Frederik II. die Kirche als so gut wie verfallen und ordnete ihren Abriss an. Der Friedhof der Kirche wurde dennoch bis 1806 weitergenutzt.
Die Steinkirche Vangen kyrkje aus dem Jahr 1202 stand nur 200–300 Meter von der Rygg kyrkje entfernt. Die Tatsache, dass die Kirche in den öffentlichen Dokumenten zu Zeiten der Pestepidemien nicht aufgeführt wird, unterstreicht die Annahme, dass sie eine private Kirche eines Gutshofes oder einer Familie war. Bis zur Reformation 1537 waren alle Kirchen Norwegens in privaten Besitz, da sie entweder zu einem Hof gehörten oder als Pfarrkirche fungierten, und den Menschen der jeweiligen Gemeinde gehörten. Mit der Zeit und dem zunehmenden Verfall der Rygg kyrkje übernahm die Vangen kyrkje bis zur Reformation mehr und mehr die Funktion als Pfarrkirche. Ab 1537 gingen alle Kirchen und Kirchengüter in den Staatsbesitz über und wurden erst im 18. Jahrhundert wieder veräußert, um die Staatskasse aufzubessern. Der Vogt Hans Thiis Nagel kaufte Vangen kyrkje, wie alle anderen Kirchen der Gemeinde Aurland, im Jahr 1725. Sie verblieb bis 1889 in Privatbesitz, als die Gemeinde sie aufkaufte. Die Kirche wurde insgesamt drei Mal restauriert, zum ersten Mal im 18. Jahrhundert, dann in den 1860er Jahren und zuletzt 1926. Bei der letzten Restaurierung öffnete man den Dachstuhl und stellte die alte Wandbemalung wieder her, die zuvor überstrichen wurde. Die Glasmalereien stammen vom Künstler Emanuel Vigeland. Das Waffenhaus vor dem Westgiebel wurde entfernt und Teile der ehemaligen Deckenkonstruktion mit den Deckenmalereien nutzte man für die Errichtung eines separaten Glockenturms.

## Wirtschaft und Infrastruktur

### Verkehr

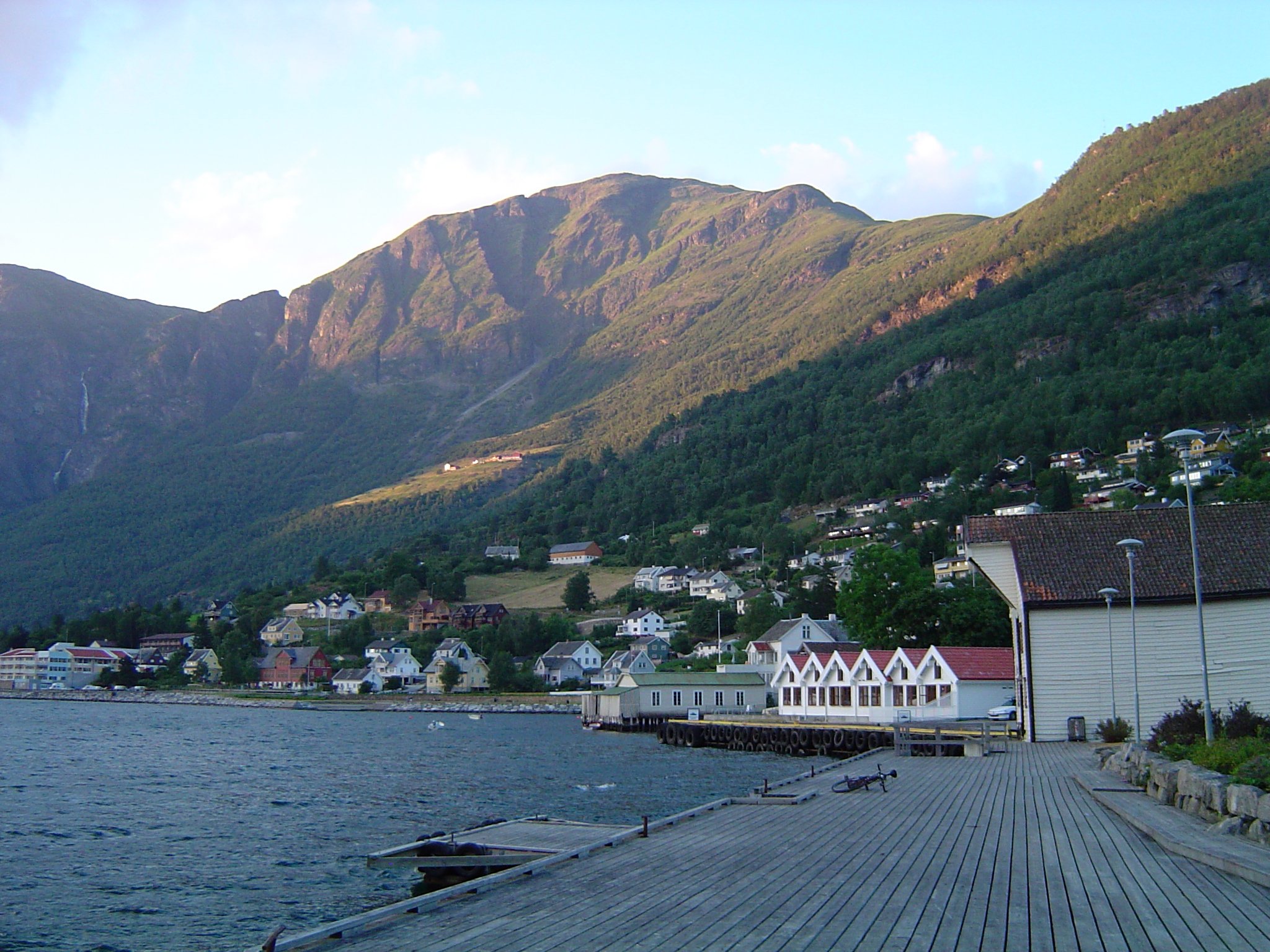
Anlegestelle

Im Jahr 1916 wurde zwischen Aurlandsvangen und dem Nachbarort Flåm eine Straße angelegt. 1991 wurden Richtung Bergen der Flenjatunnel und der Gudvangatunnel eröffnet und im Juni 2001 der Lærdalstunnel nach Lærdal als längster Straßentunnel der Erde mit über 24 km Länge. Damit wurde die durchgehende winterfeste Straßenverbindung E16 von Oslo nach Bergen geschaffen. Aurlandsvangen liegt heute direkt an dieser für Norwegen wichtigen Verbindung. Die alte Straße Fv 243 über die Berge führt in die Nachbargemeinde Lærdal. Sie ist unter dem Namen Snøvegen bekannt und wird heute nur mehr als Nebenstraße verwendet. Seit 1980 besteht über die Straße Fv 50 eine Verbindung ins Hallingdal.
Vor dem Bau winterfester Straßen war Aurlandsvangen im Winter nur per Boot zu erreichen. Seit Mitte des 19. Jahrhunderts entwickelte sich in der Gemeinde Ausland der Tourismus und so erhielt Aurlandsvangen in den 1870er Jahren einen Anleger, der für Dampfschiffe geeignet war. Des Weiteren verfügt der Ort heute über einen kleinen Freizeithafen in Onstad.

### Tourismus

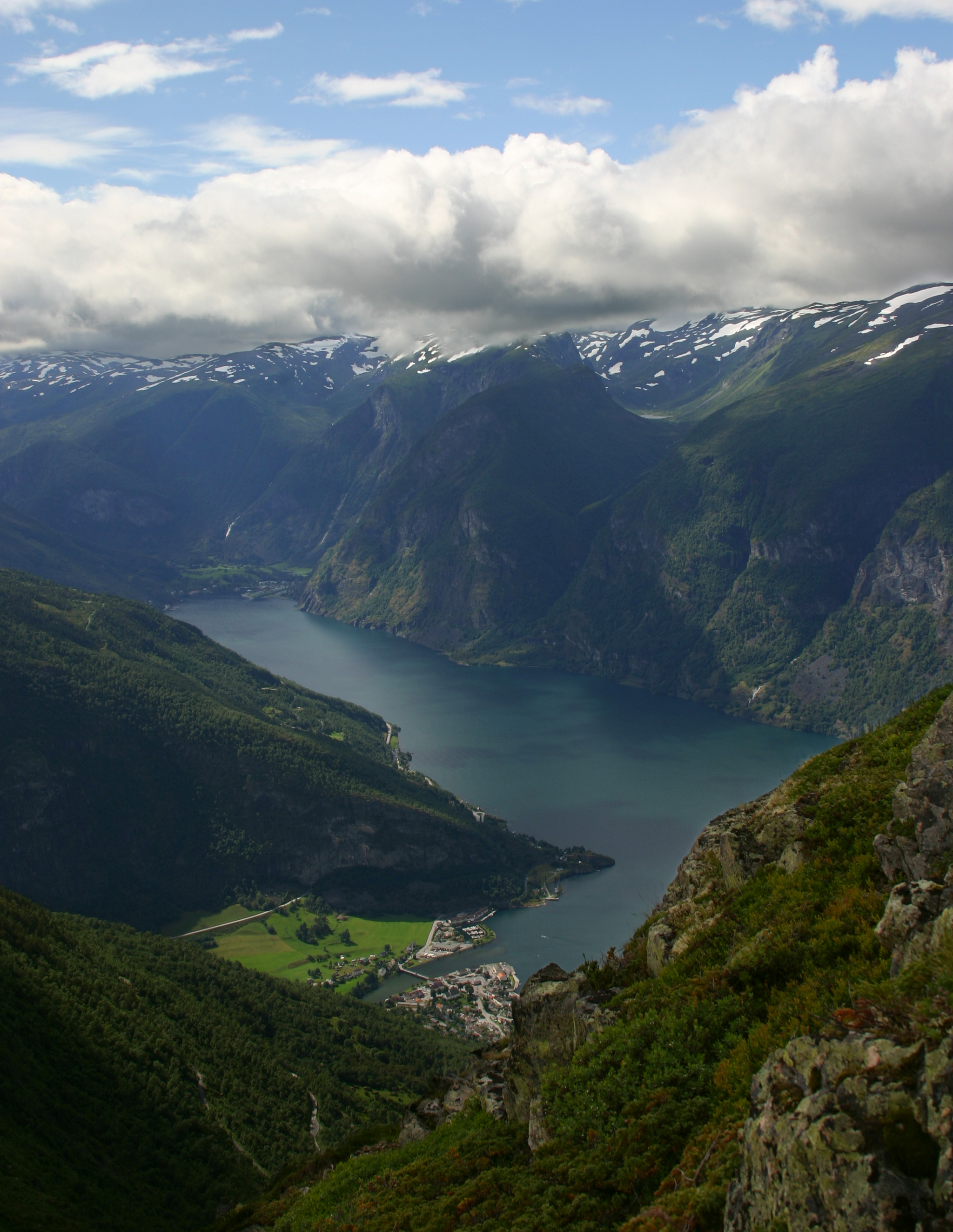
Blick vom Berg Prest über den Aurlandsfjord, Flåm am Ende des Fjords, Aurlandsvangen links und das Gebirge Flenjaeggi rechts

Seit den 1850er Jahren kam der englische Lord Garvagh mit seiner Dienerschaft, regelmäßig nach Aurlandsvangen. Er lud seine Freunde ein und brachte auch seinen 1852 geborenen Sohn mit nach Aurland. Die englische Adelsgesellschaft fand im örtlichen Gasthaus Unterkunft. Seither war das Haus im Volksmund als Lordhaus oder englisches Haus bekannt. Lord Garvagh kaufte die Fischereirechte für den Flåmselvi und den Aurlandselvi, die er bis zu seinem Tod im Jahr 1872 behielt. Seine Fischereirechte übernahm sein Sohn, der ebenfalls zahlreiche Reisen ins Aurland unternahm. Nach der Fischereisaison, die im Herbst endete, frönte er der Rentierjagd in den umliegenden Bergen. Dort ließ er mehrere Jagdhütten errichten, von denen noch zwei erhalten sind.
Durch die Anbindung an den Nachbarort Flåm profitiert Aurlandsvangen heute vom Tourismus. Dort befindet sich ein Anschluss an die Bahnstrecke Flåmsbana und ein Anleger für große Kreuzfahrtschiffe. In Aurlandsvangen startet der Snøvegen nach Lærdalsøyri, eine der 18 national geförderten Touristenstraßen in Norwegen. Vom Aussichtspunkt Stegastein, der an dieser Route liegt, hat man einen Blick über den Ort, den Aurlandsfjord und das Aurlandsvangen gegenüberliegende Gebirge Flenjaeggi. Letzteres gehört zum Weltnaturerbe Nærøyfjord.

### Bildung
Aurlandsvangen besitzt einen Kindergarten und eine Schule für die Klassen eins bis zehn. Die Schule verfügt über einen Sportplatz. Die Sogn jord- og hagebruksskule ist eine weiterführende Schule für Garten- und Landwirtschaft.
Als der letzte Polizist Ole A. M. Onstad im Jahr 1929 starb, übernahm der Heimatverein das Haus lensmannsgard und richtete ein Heimatmuseum darin ein. Unter anderem stellt es eine Sammlung von Gegenständen aus, die Per Sivle, einem norwegischen Schriftsteller aus dem Nachbarort Flåm, gehörten.

## Persönlichkeiten
- Absalon Pederssøn Beyer (1528–1575), Geistlicher, Historiker, Schriftsteller und Lehrer